# Ютта Берендт
Ютта Берендт (нім. Jutta Behrendt, 15 листопада 1960) — німецька академічна веслувальниця.
Олімпійська чемпіонка 1988 року в одиночці.
Чемпіонка світу 1983 (одиночки), 1985 (парні четвірки), 1986 (одиночки), 1987, 1989 років у складі парної четвірки, срібна призерка 1981 (парні двійки), 1982 (парні четвірки зі стерновою) років.